# Серадж, Бехнам
Бехнам Сераж (перс. بهنام سراج‎ род. 19 июня 1971, Абадан, Иран) — иранский футболист, играл на позиции нападающего. Двукратный чемпион Ирана, обладатель национального кубка. По завершении карьеры игрока — футбольный тренер.
Выступал, в частности, за клубы «Санат Нефт» и «Персеполис», а также вызывался в национальную сборную Ирана.

## Клубная карьера
Во взрослом футболе дебютировал в 1995 году выступлениями за команду «Санат Нефт», в которой провел три сезона.
В течение 1998—2000 годов защищал цвета команды клуба «Персеполис».
Своей игрой привлек внимание представителей тренерского штаба клуба «Фулад», к составу которого присоединился в 2000 году. Сыграл за команду из Ахваза следующие три сезона своей игровой карьеры.
В течение 2003—2004 годов защищал цвета команды клуба «Пайкан».
Завершил профессиональную игровую карьеру в клубе, в котором и начинал — «Санат Нефт», за команду которого выступал на протяжении 2004—2007 годов.

## Выступления за сборную
В составе сборной был участником чемпионата мира 1998 года во Франции.